# جوزيف جاكسون (رياضي)
جوزيف جاكسون (Joseph Jackson) هو لاعب أولمبي لرياضة الرماية من الولايات المتحدة. شارك في الأولمبياد الصيفي في 1920، وفاز بما مجموعه 3 ميداليات.

## الميداليات
| ذهب | فضة | برونز | المجموع |
| 3   | 0   | 0     | 3       |

## روابط خارجية
- جوزيف جاكسون على موقع أوليمبيديا (الإنجليزية)